# Giếng Bá Lễ
Giếng Bá Lễ là một giếng cổ có từ lâu đời ở phường Minh An, thành phố Hội An, Việt Nam. Giếng tọa lạc trên con đường nhỏ Trần Hưng Đạo, gần đường vào Phố cổ Hội An. Giếng mang đậm nét xưa cũ, cổ kính qua những lớp rêu phong xanh rì, tươi mát lấp đầy quanh miệng và thành giếng.